# Маршаллові Острови на Олімпійських іграх
Національний олімпійський комітет Маршаллових островів було створено у 2001 році і визнано МОК у 2006 році.
Спортсмени Маршаллових островів вперше взяли участь у Літніх олімпійських іграх 2008 року. Країну на Іграх представляли 3 чоловіки і 2 жінки, які брали участь у змаганнях з легкої атлетики (2 учасника), плавання (2 учасника) та тхеквондо (1 учасник).
У Зимових Олімпійських іграх делегація Маршаллових островів участь не брала.
На Літніх олімпійських іграх 2012 року країну представляли чотири спортсмени у двох видах спорту.
На Літніх олімпійських іграх 2016 року країну представляли п'ять спортсменів у трьох видах спорту.